# Jeremiah Jagger
Jeremiah Jagger, auch Jeremia bzw. Jeremias  (* 20. Jahrhundert in Südwestafrika; † 21. Mai 2005), war ein traditioneller Führer in Namibia.
Jagger stand vom 10. September 1996 bis zu seinem Tod als Kaptein den Orlam-Afrikanern, einem Clan der Nama, vor. Er war Mitglied der Oppositionspartei DTA und als solcher 1989 bis 1990 Mitglied der Verfassunggebenden Versammlung Namibias und anschließend bis 1995 der Nationalversammlung.